# Tora no Tsuji

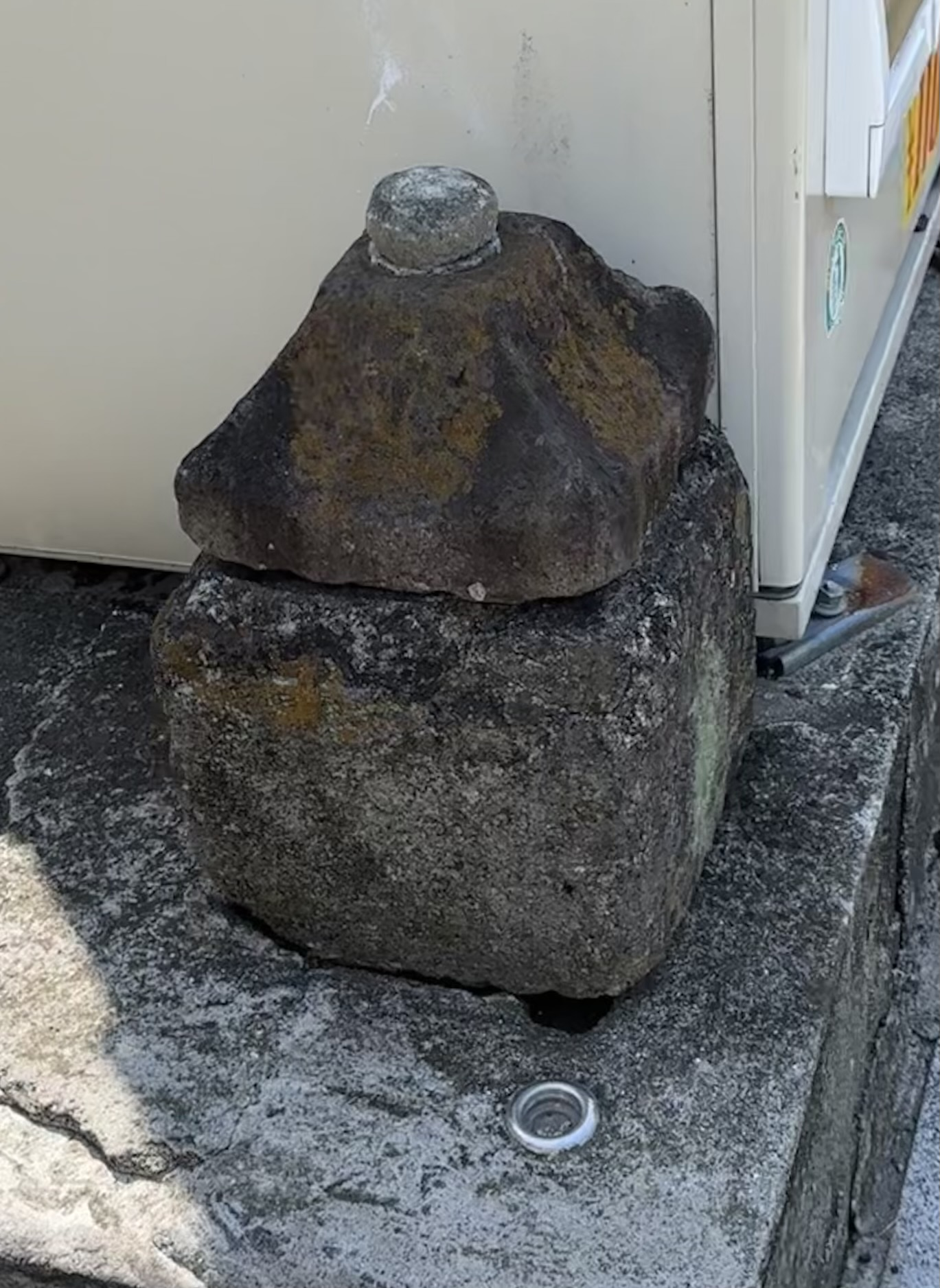
Tora no Tsuji, 2025

Tora no Tsuji (japanisch 塔の辻) ist ein steinernes Kleindenkmal in Kamakura in Japan.

## Lage
Das Monument befindet sich an der Südwestecke einer Kreuzung in Kamakura, südlich gegenüber dem als materiellem Kulturgut ausgewiesenen Haus Sunshodo.

## Gestaltung und Geschichte
Der kleine steinerne Turm ruht auf einem Sockel und besteht aus zwei aufgeschichteten Steinblöcken. Insgesamt gab es sieben dieser kleinen Türme in Kamakura, von denen jedoch nur dieser eine erhalten ist.
Der Legende nach wurde die dreijährige Tochter von Tokitada Someya von einem Adler entführt. Es wurden nur verstreute Knochen und Fleischstücke gefunden, von denen man annahm, dass sie vom Kind stammten. Zum Gedächtnis wurden an diesen Stellen kleine Türme errichtet und Gedenkfeiern gehalten. Andere Annahmen gehen jedoch davon aus, dass es sich um Reste eines alten Wegweisers handelt.
Etwas weiter nördlich befindet sich ein Gedenkstein, der die Legende thematisiert.